# Katastrofa lotu Northwest Airlines 255
Katastrofa lotu Northwest Airlines 255 – wypadek lotniczy, który miał miejsce 16 sierpnia 1987 roku około godziny 20:46 czasu lokalnego w pobliżu Detroit w Stanach Zjednoczonych. Zginęły 154 osoby, w tym 148 pasażerów i 6 członków załogi. Spośród osób znajdujących się na pokładzie samolotu przeżyła jedynie 4-letnia dziewczynka – Cecelia Cichan. Ponadto zginęło dwóch motocyklistów, a 5 innych kierowców na autostradzie zostało rannych. 

## Przebieg wydarzeń
Lot 255 w ostatniej chwili został skierowany na inny pas startowy. Chcąc uniknąć zbliżającej się burzy i właśnie rozpoczynających się opadów deszczu, dwusilnikowy samolot McDonnell Douglas MD-82 pilotowany przez doświadczoną załogę rozpędził się do prędkości 315 km/h i oderwał się od pasa. Na wysokości zaledwie 15 metrów nad ziemią świadkowie zauważyli jak samolot kołysze się naprzemiennie na oba skrzydła. Piloci próbowali zapanować nad maszyną, jednak samolot uderzył lewym skrzydłem w latarnię na końcu pasa startowego, co spowodowało odłamanie pięciometrowego fragmentu skrzydła i zapłon paliwa w skrzydłowym zbiorniku, a następnie przechylił się o 90 stopni w prawo i prawym skrzydłem ściął dach wypożyczalni samochodów, a potem, odwrócony na grzbiet wpadł na skrzyżowanie dróg poza lotniskiem taranując kilka samochodów, ostatecznie uderzając w wiadukt drogowy. Niemal natychmiast samochody i wrak maszyny stanęły w płomieniach.

## Przyczyny wypadku
Za główną przyczynę wypadku uznano błąd pilotów, którzy nie dopełnili podstawowych obowiązków polegających na sprawdzeniu przedstartowej listy kontrolnej (ang. check-list). Bezpośrednią przyczyną był brak wysuniętych klap na skrzydłach samolotu, które są niezbędne przy starcie samolotów (zwiększają siłę nośną, co ułatwia start maszyny). Samolot, startując ze schowanymi klapami i slotami, nie wytwarzał odpowiedniej siły nośnej, co doprowadziło do przeciągnięcia oraz utraty części lewego skrzydła w wyniku kolizji ze słupem oświetleniowym, prowadzącej do utraty sterowania nad maszyną.
Fakt, że doszło do próby startu ze schowanymi klapami, spowodowany był przez szereg różnych czynników:
- piloci w momencie lądowania w Detroit mieli już 30-minutowe opóźnienie, a w tym czasie na lotnisku w Phoenix nie można było lądować w nocy z uwagi na ograniczenia dotyczące hałasu;
- gdy samolot oczekiwał na start, a piloci dokonywali sprawdzenia kolejnych list kontrolnych, nagła zmiana kierunku wiatru zmusiła kontrolerów lotu do przekierowania maszyny na inny pas startowy, tak aby mogła startować pod wiatr. Przy niesprzyjających warunkach atmosferycznych (padał deszcz, było pochmurno i ciemno) piloci mieli problemy z odnalezieniem właściwej drogi kołowania. Spowodowało to zwiększenie opóźnienia do 45 minut i dezorientację załogi, która w narastającym zamieszaniu przeoczyła jedną z list kontrolnych, tzw. taxi checklist – lista ta sprawdza ustawienia maszyny pod względem gotowości do startu, m.in. konfigurację klap i slotów;
- piloci podczas rozbiegu przed startem mieli problemy z ustawieniem siły ciągu, gdyż komputer pokładowy nie był ustawiony w tryb startu; powinno być to wskazówką dla pilotów, by przerwać start – prędkość maszyny była znacznie mniejsza od prędkości decyzji, powyżej której przerwanie startu nie jest już możliwe – i sprawdzić, czy niczego nie pominięto (odpowiednie ustawienie trybu pracy komputera pokładowego również było zawarte w taxi checklist); piloci jednak kontynuowali start, prawdopodobnie z uwagi na narastające opóźnienie;
- w momencie, gdy piloci rozpoczęli rozbieg, powinien rozbrzmieć alarm dźwiękowy – sygnał i komunikat „flaps! flaps!” – jednak na zapisie rejestratora rozmów w kokpicie nie był on słyszalny. Jak się okazało, piloci często wyłączali ten alarm, wypinając z obwodu odpowiedni bezpiecznik, gdyż głośny alarm rozlegał się, gdy tylko maszyna poruszała się samodzielnie, w tym podczas kołowania na stanowisko do startu, co denerwowało i rozpraszało załogi samolotów. Ponieważ kabina pilotów została zniszczona w momencie zderzenia z przeszkodą terenową i w pożarze, nie udało się ustalić, czy bezpiecznik został celowo wypięty, uległ uszkodzeniu, czy alarm nie zadziałał z innych przyczyn;
- po wypadku lotu nr 255 przyjrzano się bliżej pracy załóg samolotów przed startem, zwłaszcza pod kątem list kontrolnych. Jak się okazało, listy te były przygotowane w sposób dość niesystematyczny: poszczególne punkty w obrębie pojedynczej listy były często poukładane w chaotyczny sposób, co sprawiało, że w razie przerwania sprawdzenia listy (np. przez kontakt radiowy z kontrolą lotów), załoga musiała zaczynać od początku, mając trudności z ustaleniem, na jakim punkcie skończono sprawdzanie;
- jak się okazało, nawet po starcie ze schowanymi klapami, załoga miała możliwość ustabilizowania lotu maszyny, wyprowadzenia jej z przeciągnięcia i uniknięcia kolizji ze słupem oświetleniowym, prowadzącej do wypadku. Podczas prób w symulatorze okazało się, że odpowiednie ustawienie maszyny ogranicza możliwość przeciągnięcia, umożliwiając nabranie prędkości i wyprowadzenie samolotu z niebezpieczeństwa. Należy tu jednak zaznaczyć, że piloci w kabinie symulacyjnej znali już przebieg wypadku, wiedzieli o schowanych klapach i slotach i mieli możliwość zareagowania stosownie do sytuacji; załoga lotu Northwest 255 prawdopodobnie nie oceniła prawidłowo sytuacji, w jakiej znalazła się maszyna, i piloci nie byli w stanie opanować samolotu.